# 桃溪镇 (武义县)
桃溪镇，中国浙江省金华市武义县下辖的一个镇。

## 行政区划
下辖以下地区：
陶村、锦坪村、东垄源村、锦源村、玉堂源村、潘家洋村、东垄村、种子源村、大路山村、章岸村、后茶园村、宣新村、泉丰村、上江村、民丰村、大河源村、西塘村、双溪村、华溪村、大坑村、里九畈村、吴畈村、泽村、上陈村、锦后村、子坑村和项湾村。